# Une femme dans la Révolution
Pour plus de détails, voir Fiche technique et Distribution.
Une femme dans la Révolution est un téléfilm français en deux parties réalisé par Jean-Daniel Verhaeghe diffusé la première fois les 21 décembre 2013 et 22 décembre 2013 sur France 3.

## Synopsis

### Premier épisode:Le peuple entre en scène
Lorsqu'elle se réfugie à Paris, en avril 1789, Manon, jeune paysanne vendéenne, est convaincue que la société ne changera jamais. Issue d'une famille bridée par un seigneur cruel, elle vit une histoire d'amour passionnée avec Benjamin, député du Tiers-État, lui aussi originaire de Vendée. Lorsque le peuple se soulève pour modifier l'ordre établi et conquérir de force sa liberté, exaltant les valeurs d'égalité et de fraternité, fondatrices d'une nouvelle ère, les certitudes de Manon vacillent en même temps que les bases de la royauté...

### Second épisode:Le Bruit et la Fureur
En 1793, Manon, femme du peuple longtemps partagée entre son cœur vendéen et ses aspirations, a épousé les principes de la Révolution. La jeune femme, qui se considère comme une citoyenne à part entière, bien que le droit de vote n'ait pas été accordé aux femmes, poursuit son destin, prenant part aux événements politiques de son temps. Avec Benjamin, elle fréquente les grands ténors de la Révolution et voue une admiration sans borne à Robespierre, célibataire réservé, soucieux de probité et de justice. Mais le pain manque toujours et la violence gagne du terrain. Lorsque la guillotine s'affole et que la Terreur s'abat sur le peuple, Manon rejette son idole...

## Distribution
- Gaëlle Bona : Manon Deschamps
- Cyril Descours : Benjamin Leserre
- Grégory Gadebois : Danton
- Alex Lutz : Robespierre
- Alexis Loret : Camille Desmoulins
- Thierry Hancisse : Charles-Henri Sanson
- Julien Tortora : Gabriel Sanson
- Nicolas Marié : Morel
- Alexandre Brasseur : Bertrand Barère
- Nicolas Vaude  : Jacques Louis  David
- Félicien Juttner : Saint-Just

## Lieux de tournage
Le téléfilm a été tourné à Paris et dans de nombreux châteaux d'Île-de-France. Comme ceux d'Epinay-Champlâtreux, près de Luzarches dans le Val d’Oise, de Fontainebleau et Champs-sur-Marne, en Seine-et-Marne. Ou encore celui de Dampierre, dans les Yvelines, à Dinan (Bretagne). Les scènes de rues ont été réalisées en Sarthe dans la vieille ville du Mans.

## Critiques
Pour Le Figaro, « attiré par les aspects historiques de la fiction Une femme dans la Révolution, on se laisse vite emporter par son scénario romanesque, ses décors et ses costumes soignés et le jeu des acteurs qui sonne parfaitement juste ».